# Celso Vieira de Matos Melo Pereira
Celso Vieira de Matos Melo Pereira, mais conhecido como Celso Vieira (Recife, 12 de janeiro de 1878 — 19 de dezembro de 1954), foi um historiador e escritor brasileiro.

## Biografia
Nasceu em Garanhuns, filho de Rafael Francisco Pereira e de Marcionila Vieira de Melo Pereira. Mudando-se para Belém, ali estudou no colégio “Paes Leme”, iniciando o curso de direito, que concluiu no Rio de Janeiro, em 1899.
Já formado, volta ao Recife, participando no ano de 1901 da fundação da Academia Pernambucana de Letras, ali assentando na Cadeira 20. Foi, ainda, presidente desta entidade.
Retornou, mais tarde, para a então capital do país, onde ocupou alguns cargos públicos – como o de auxiliar do Chefe de Polícia do Rio de Janeiro, a secretaria do Tribunal de Justiça deste estado e ainda a direção do Gabinete do Ministro da Justiça, dentre outros.

## Publicações
Autor pouco conhecido, tanto da crítica quanto do público, Celso Vieira publicou os seguintes trabalhos, a maioria no campo biográfico:
- "Endymião", 1919
- "O Semeador", 1919
- "Defesa Social", 1920
- "Varnhagen", 1923
- "Anchieta", 1929
- "Para as Lindas Mãos", 1932
- "Aspectos do Brasil", 1936
- "Tobias Barreto", 1939
- "Estudos e orações", (Ensaios), 1941
- "Manuel Bernardes, Clássico e Místico", 1945
- "Scepticisme et Beauté", 1946
- "Joaquim Nabuco", 1949
- "O Gênio e a Graça", 1951

Encontra-se colaboração da sua autoria na revista Atlântida (1915-1920).

## Excertos
- “No oratório-berço donde veio Rui - berço e altar de Vera Cruz - era ainda criança e colegial, quando a voz de um poeta anunciou que ele seria um tribuno-gigante. Com efeito, à velha tribuna religiosa de Antônio Vieira, prodígio do século XVII e enlevo do templo católico, erigida no solo baiano, sucedeu a tribuna jurídica, frequentada pela nova eloquência e pelo novo sacerdócio, em que se multiplicaram as suas orações, flamejantes cóleras ou esplendentes milagres do Verbo nas alturas.” (homenagem a Ruy Barbosa).

- “Senhores Acadêmicos. - Quando fui recebido nesta casa, em 1935, por Aloysio de Castro, sentenciou esse amável confrade, resumindo-me o longo tirocínio administrativo, que o secretariado era a minha vocação e o meu fadário. Houve sorrisos discretos no auditório ilustre. Daí por diante, confirmando o vaticínio ao colega, que exultava à hora das eleições, infalivelmente, a Academia elegeu-me 2o secretário, 1o secretário e secretário geral, posto já ofuscante, no qual supunha eu ter vencido o ápice do meu destino (...)” ( do Discurso Inaugural da Sessão de 28 de dezembro de 1939 – a despeito disso, Celso Vieira ocupou a Presidência da casa, no ano seguinte)

## Para saber mais
- BRINCHES, Victor, “Dicionário Biobibliográfico Luso-brasileiro”, Editora Fundo de Cultura, Rio de Janeiro, 1965.

## Academia Brasileira de Letras
Terceiro ocupante da cadeira que tem por patrono Tobias Barreto, sucedendo a Santos Dumont que, havendo cometido suicídio, não chegou a tomar posse. Foi eleito em 20 de julho de 1933, sendo empossado em 5 de maio de 1934, recebido por Aloísio de Castro. No Silogeu ocupou a secretaria e a presidência, esta última em 1940; foi o imortal encarregado de recepcionar a Vítor Viana.